# Tadeusz Kogut
Tadeusz Kogut (ur. 14 maja 1925 we Lwowie, zm. 17 stycznia 2003) – polski rolnik, poseł na Sejm PRL V kadencji.

## Życiorys
Syn Antoniego. Uzyskał wykształcenie podstawowe, prowadził indywidualne gospodarstwo rolne. W czasie II wojny światowej był żołnierzem Okręgu Lwów Armii Krajowej w stopniu podporucznika, używał pseudonimu Zaprawa.
W 1969 uzyskał mandat posła na Sejm PRL w okręgu Jelenia Góra z ramienia Zjednoczonego Stronnictwa Ludowego, zasiadając w Komisji Przemysłu Ciężkiego, Chemicznego i Górnictwa. Odznaczony Medalem za Długoletnie Pożycie Małżeńskie (1996) i Odznaką 1000-lecia Państwa Polskiego.
Z żoną Ireną zostali pochowani na cmentarzu komunalnym w Grabiszycach Średnich.